# آرتم لوبوزوف
آرتم لوبوزوف (به انگلیسی: Artem Lobuzov) (زادهٔ ۲۴ ژانویهٔ ۱۹۹۱) شناگر اهل روسیه است.